# Santa Isabel Ishuatán
Santa Isabel Ishuatán è un comune del dipartimento di Sonsonate, in El Salvador.